# エロゲの太陽
『エロゲの太陽』（エロゲのたいよう）は、はまむらとしきり原作・村正みかど作画の日本の漫画である。『ビッグコミックスピリッツ』（小学館）にて、2014年37・38合併号より連載。
エロゲ業界を描いた作品である。

## 登場人物
神田太陽（かんだ たいよう）
アダルトゲーム制作会社「エリコム」の社員。以前は一流企業の中で史上最年少で課長となった凄腕。しかし、弱者を容赦なく切り捨てる手腕で出世したので、やっかむ人物も多かった。そして、快く思わない上司のスケープゴートとして濡れ衣を着せられ、退社に追い込まれてしまう。逃げる途中で体力が尽きかけた時、英理子に拾われる。
月島英理子（つきしま えりこ）
アダルトゲーム制作会社「エリコム」の社長。アダルトゲーム制作業界の中では珍しく「仲間」を大切にする。過去に影響あり。

## 単行本
1. 2014年11月28日発売、ISBN 978-4-0918-6604-2
2. 2015年4月4日発売、ISBN 978-4-09-186815-2
3. 2015/6/30発売 ISBN 978-4091870636
4. 2015/9/30発売 ISBN 978-4091872166

## ゲーム
2014年11月22日より、小学館のマンガ情報サイト『コミスン』で、作品をイメージしたFlashゲームが公開されている。作者の元同僚や関係者が再集結し制作したもので、音楽や声優の民安ともえによるボイスも付いている。内容は恋愛シミュレーション風。